# Erendira Ikikunari
Erendira Ikikunari (del purépetxa: Erendira la Indomable) és una pel·lícula mexicana dirigida per Juan Mora Cattlet que va ser estrenada al Festival Internacional de Cinema de Morelia de 2006.

## Argument
La pel·lícula és una barreja de mitologia popular i tradició oral. Quan els espanyols van prendre Tenochtitlán, la princesa purépecha Eréndira va liderar el seu poble per derrotar-los. Erendira és una història d'una heroína real mexicana que es va enfrontar als prejudicis del seu propi poble, que no tenia dones guerreres i va aconseguir allò que els homes no van poder: robar un cavall els conquistadors.

## Repartiment
- Xochiquetzal Rodríguez ... Erendira
- Carlos Enrique Alarcón	...	Ruy Flores
- Édgar Alejandre
- Erandini Catalina Alvarado Villegas ...	Dona tangaxoan
- Rubén Bautista		...	Tangaxoan
- Teresa de la Luz Chavira Leal	... Dona	tangaxoan
- Luís Copérnico		...	Gonzalo de Vargas
- Noel Cordero	 ...	Jove guerrer
- José Flores Martínez	...	Vigía

## Mitjans de comunicació domèstics
Es va publicar en DVD el 27 de gener de 2009. Les funcions especials inclouen subtítols en anglès. La versió mexicana té una durada de 117 minuts, mentre que la versió estatunidenca és de 107 minuts.

## Premis i nominacions
En la XLIX edició dels Premis Ariel va rebre quatre nominacions: millor disseny artístic, millor vestuari, millor maquillatge i millors efectes especials.